# Adeline Blancquaert
Adeline Blancquaert, née le 24 mai 1996 à Gand, est une femme politique belge, membre du Vlaams Belang (VB).

## Biographie
Adeline Blancquaert nait le 24 mai 1996 à Gand.
Lors des élections régionales de 2019, elle est élue députée au Parlement flamand.